# 알바 가이아 벨루지
알바 가이아 벨루지(Alba Gaïa Bellugi, 1995년 3월 5일 ~ )는 프랑스의 배우이다.

## 출연 작품

### 영화
- 언터처블: 1%의 우정 (2011)
- 테레즈 데케루 (2012)

### TV
- Le Bureau des légendes (2015-7)
- 어둠 속으로 (2020)